# Seven Wise Dwarves
Pour plus de détails, voir Fiche technique et Distribution.
Seven Wise Dwarves est un court métrage d'animation américain réalisé par Walt Disney Productions en coopération avec le Department of National Defense et l'Office National du Film du Canada, sorti aux États-Unis et au Canada le 12 décembre 1941.

## Synopsis
Les sept nains ne savent pas quoi faire des diamants récoltés dans leur mine. Ils les emmènent à la banque et décident d'acheter des bons de guerre canadiens.

## Fiche technique
- Titre original : Seven Wise Dwarves
- Réalisateur : Richard Lyford
- Voix : Pinto Colvig (Doc/Prof)
- Producteur : Walt Disney
- Société de production : Walt Disney Productions et l'Office National du Film du Canada
- Distributeur : RKO Radio Pictures et l'Office National du Film du Canada
- Format d'image : Couleur (Technicolor)
- Son : Mono (RCA Sound System)
- Durée : 4 minutes
- Langue : Anglais
- Pays de production :  États-Unis/ Canada
- Date de sortie : 12 décembre 1941[1]

## Commentaires
Dans ce film, les animations sont celles du long métrage mais avec un nouveau décor.
Les paroles de la chanson Heigh Ho ont été modifiées pour coller au thème des bons de guerre.